# Little Langford
Little Langford – wieś w Anglii, w hrabstwie Wiltshire. Leży 12 km na północny zachód od miasta Salisbury i 134 km na zachód od Londynu.